# (33935) 2000 LH30
2000 LH30 (asteroide 33935) é um asteroide da cintura principal. Possui uma excentricidade de 0.14448730 e uma inclinação de 22.47160º.
Este asteroide foi descoberto no dia 7 de junho de 2000 por LINEAR em Socorro.